# Véhicule automatique léger
Pour les articles homonymes, voir VAL.

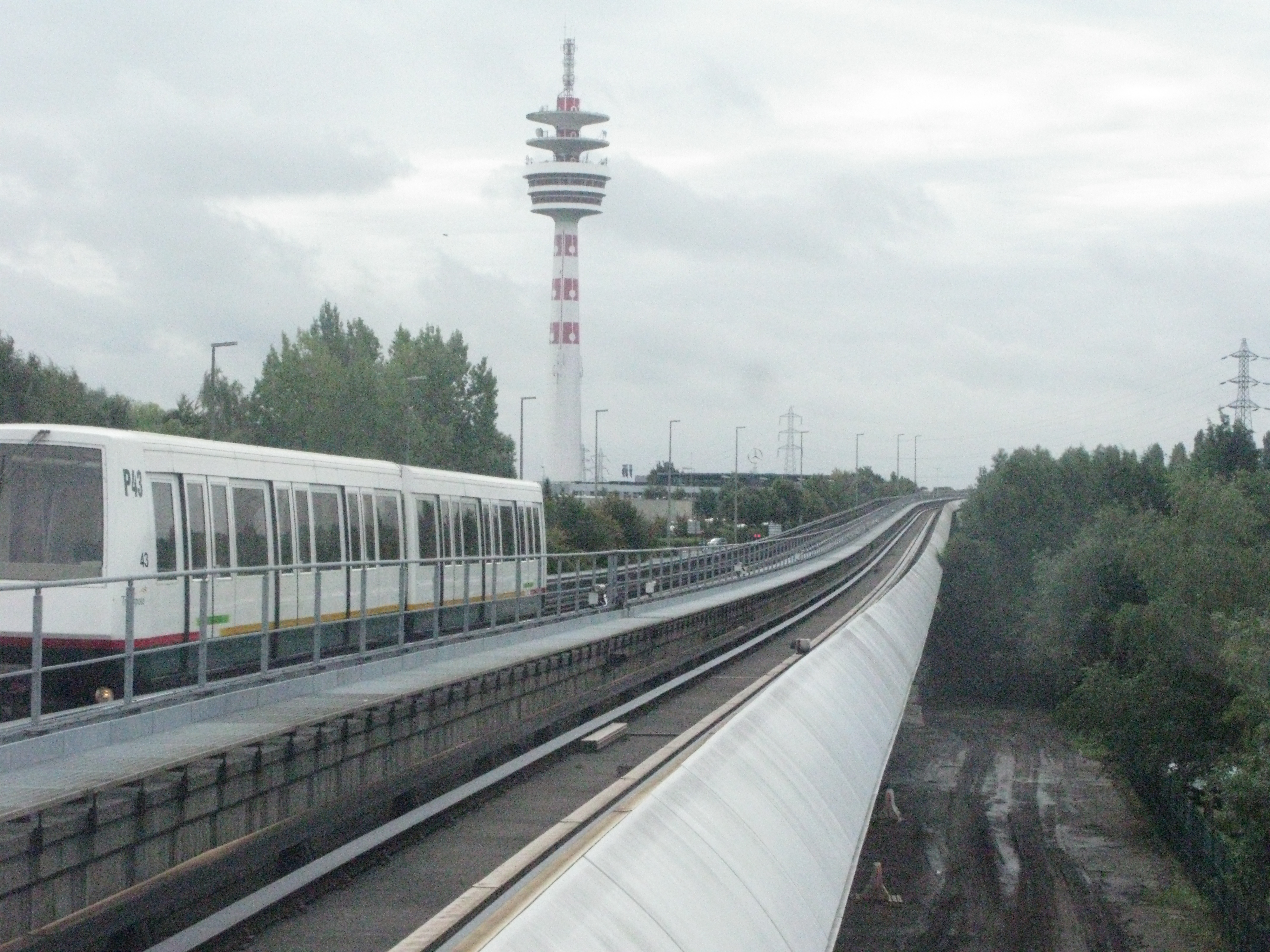
Une rame VAL 206 du métro de Lille, premier métro automatique léger (VAL) au monde (1983).

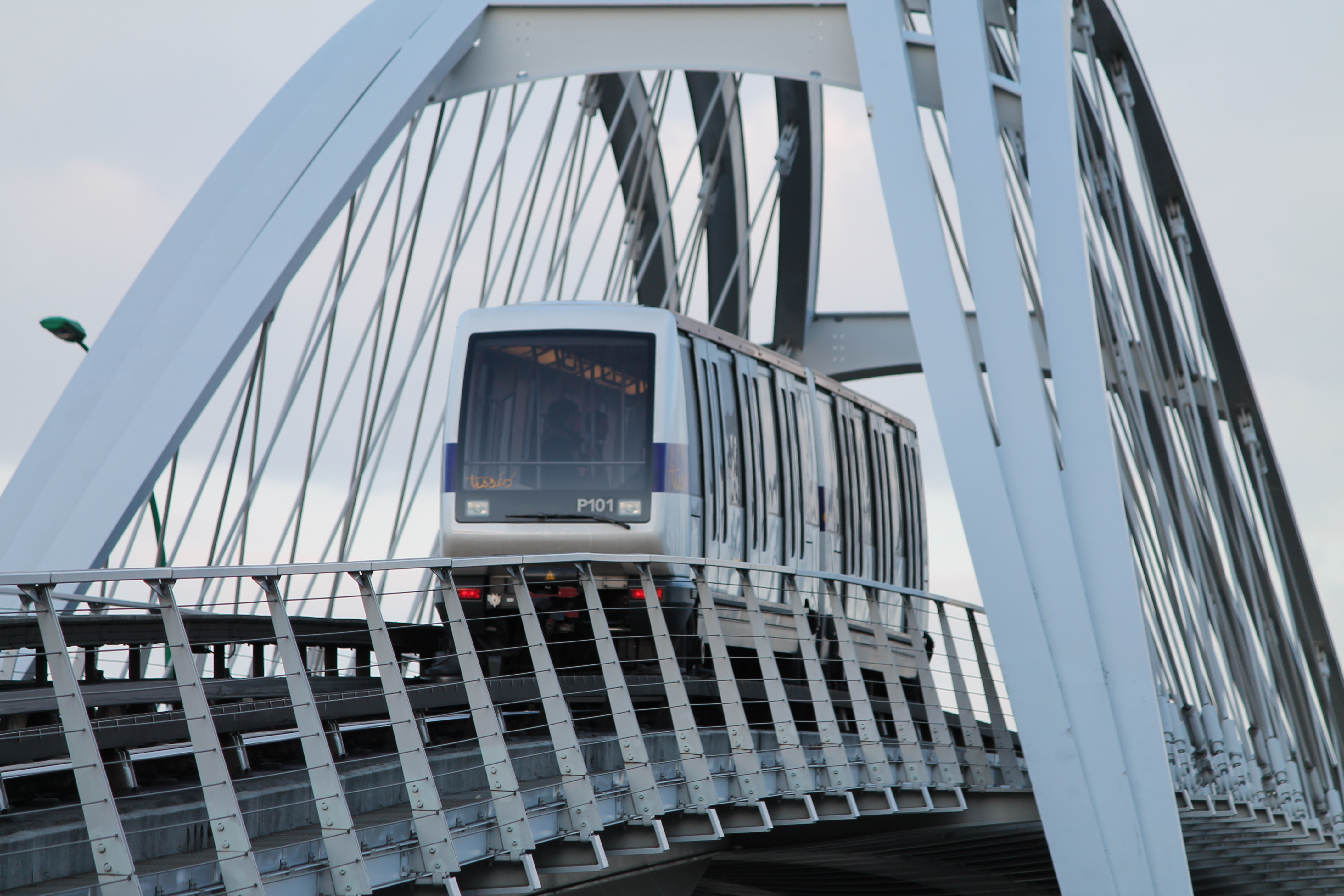
Une rame VAL 208 du métro de Toulouse.

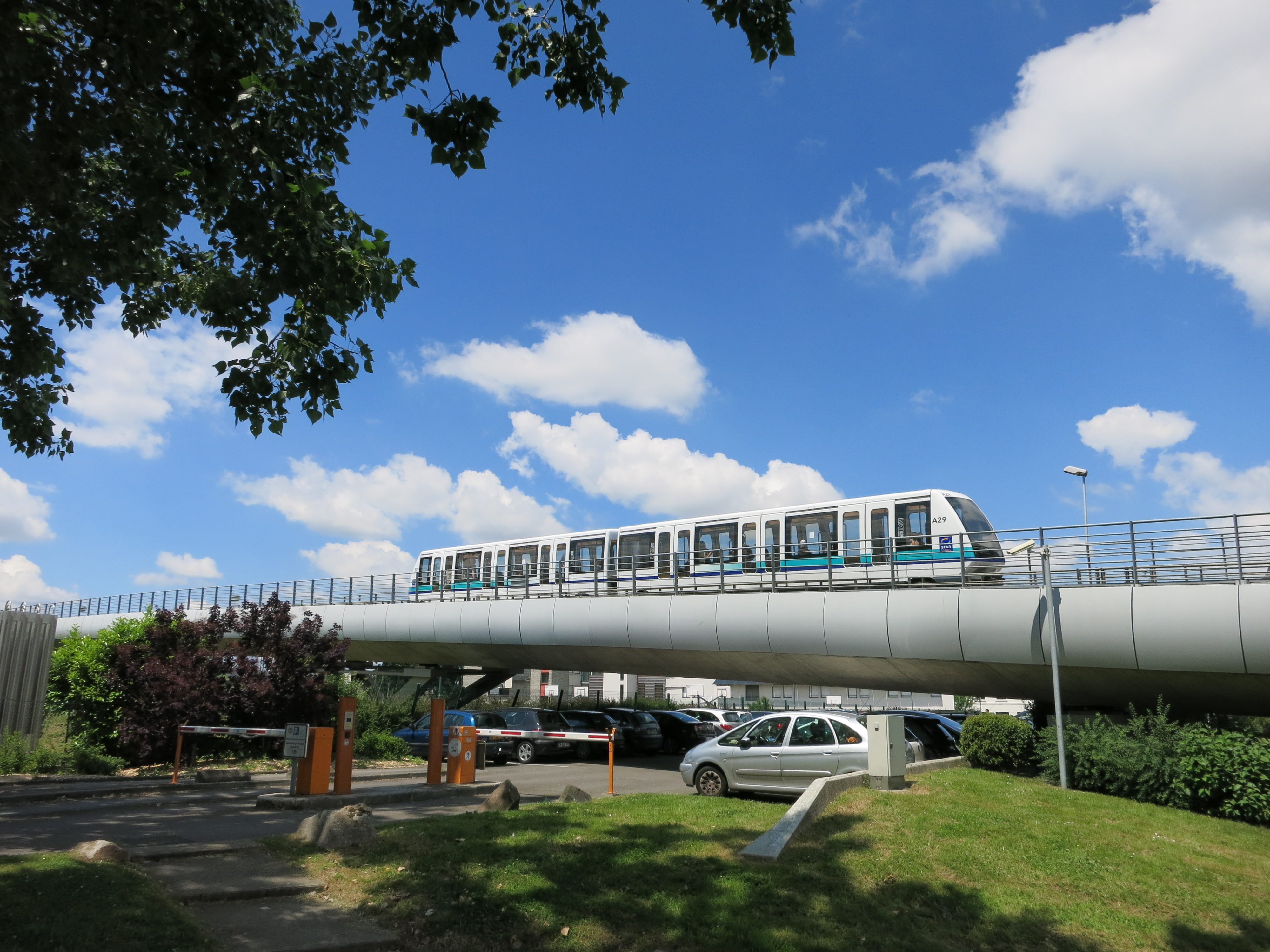
Une rame VAL 208 du métro de Rennes.

Le véhicule automatique léger (VAL) – anciennement acronyme du projet Villeneuve-d’Ascq - Lille,, – est une technologie de métro roulant sur pneumatiques et totalement automatique.
Issu de recherches dans les laboratoires de l'Université Lille-I et de l'Institut industriel du Nord ainsi que d'un brevet portant sur les automatismes d’un système de transport sans conducteur déposé le 31 juillet 1971 par le professeur Robert Gabillard de l'Université Lille-I, il est à l'origine construit par Matra (aujourd'hui Siemens Mobility France) pour équiper le métro de Lille. Son ouverture en 1983 en fait le premier métro urbain intégralement automatique au monde.
Le VAL s'est également exporté dans plusieurs villes telles que Toulouse, Rennes, Turin, Uijeongbu, Taipei ou encore dans les aéroports de Paris ou Chicago.
Contrairement au système d'automatisation de l'exploitation des trains (SAET) (utilisé actuellement sur la ligne 14 du métro de Paris) qui a vu cohabiter des rames non automatiques MP 89 CC et des rames automatiques MP 05 pendant l'automatisation de la ligne 1 du métro de Paris, le système VAL nécessite une exploitation intégrale en rames automatiques.

## Histoire

### Mise au point
Le concept, indissociable de l'histoire du métro de Lille, apparaît en 1968 quand l'Établissement public d'aménagement de Lille-Est (EPALE) charge le professeur Robert Gabillard de mettre au point un nouveau moyen de transport pour accompagner la décentralisation de l'agglomération lilloise et la création de la ville nouvelle de Villeneuve-d'Ascq.
Son cahier des charges doit éviter les problèmes récurrents aux transports en commun, tout en offrant une alternative viable à l'automobile :
- la vitesse commerciale et la fréquence du VAL doivent être suffisamment élevées, y compris en heure creuse, malgré un trafic moyen peu important, de l'ordre de 6 000 pphpd (passagers par heure et par direction) ;
- le VAL doit pouvoir s'insérer facilement dans un environnement difficile (fort dénivelé, courbe serrée…).

Pour un trafic peu important (et donc des revenus moindres), la conduite manuelle ne permet pas une fréquence élevée à cause du coût de la masse salariale alors que la conduite automatique permet de résoudre ce problème. Par ailleurs, afin de diminuer les coûts d'investissement, les stations et donc les rames doivent être courtes et les véhicules doivent pouvoir se satisfaire d'un tracé sinueux afin de faciliter l'insertion dans le tissu urbain à moindre coût.
Robert Gabillard commence par développer un prototype à l'aide d'un train miniature modifié. Il est d'abord envisagé un système de « canton temporel » dans lequel la distance entre chaque rame est calculée en permanence grâce à un système à circuit électronique « compteur/décompteur » pour lequel chaque rame a une « horloge » définissant l'horaire à respecter et qui provoque, si une rame a de l'avance, l'arrêt de l'ensemble des rames par sécurité,. Compliqué à mettre au point, il est remplacé par un système à canton fixe ne permettant qu'à une rame à la fois et par sens de se trouver dans un canton.
Le brevet du VAL est déposé le 2 juillet 1971 et en 1972 l'entreprise Matra est retenue comme ensemblier en coopération avec la Compagnie industrielle de matériel de transport (CIMT) et la Compagnie électro-mécanique (CEM). Un site d'essai constitué d'une boucle et de deux voitures (P01 et P02) est construit à Lezennes en 1972. La mise au point de la balise embarquée s'est faite préalablement via un système monté sur un camion.
Le partenariat avec Matra débouche sur la mise au point d'un système anti-collision basé sur un signal électromagnétique à basse fréquence dont l'absence coupe le courant sur la ligne et arrête par conséquent les trains.
Pour sécuriser les stations et éviter toute chute sur les voies, un système de portes palières est mis au point, actionnées par des boucles magnétiques associées à un système de calcul de vitesse de fermeture. Un système innovant est mis au point en cas de tirage du système d'alarme par un voyageur, permettant à la rame de s'arrêter à la station suivante et non en tunnel, et de l'empêcher de repartir ensuite, sauf en mode « dissuasion » qui permet de repartir sous conditions.

### Le VAL, un métro pour Lille
En 1972, le principe d'une liaison Villeneuve-d'Ascq – Lille est adopté. Un dossier est bâti en 1974 prévoyant quatre lignes pour Lille. Originellement, la première ligne était estimée à 230 MF, mais elle monte rapidement à 875 MF en 1974.

### Variantes
Quatre versions devaient initialement être proposées par Matra :
- UNIVAL : pour une capacité de 3 000 à 6 000 voyageurs par heure (aéroports, parcs d'attractions, etc.), avec des rames monocaisses de 2,06 m de large ;
- VAL : pour une capacité de 5 000 à 20 000 voyageurs par heure (agglomérations de moins de 3 millions d'habitants), avec des rames bi-caisses de 2,06 m de large ;
- MÉTROVAL : pour une capacité de 11 000 à 40 000 voyageurs par heure (agglomérations de plus de 3 millions d'habitants), avec des rames bi-caisses de 2,80 m de large ;
- PANTOVAL : pour une capacité de 3 000 à 12 000 voyageurs par heure (agglomérations moyennes ou liaisons en banlieue de grandes agglomérations), avec des rames bi-caisses de 2,06 m de large équipées de pantographes.

### Exportation du concept
Dès la viabilité du concept acquise en 1979, des villes françaises sont démarchées. Jacques Médecin, alors maire de Nice, affiche plutôt un intérêt attentiste pour Aramis. Le maire de Bordeaux Jacques Chaban-Delmas et celui de Toulouse Pierre Baudis, ayant supprimé le tramway dans leurs villes respectives, marquent rapidement leur intérêt pour le VAL. Alors qu’elle réfléchissait à un tramway depuis 1972, la ville de Strasbourg choisit le Projet de métro à Strasbourg, pour ensuite l’abandonner au profit du tramway en 1989 à la suite de l’élection de Catherine Trautmann. Il en va de même du VAL de Bordeaux qui sera abandonné au profit d’un réseau plus étendu de tramways après l’arrivée d’Alain Juppé à la mairie de cette ville. Finalement, en dehors de Lille, seule Toulouse puis Rennes iront au terme de l'aventure en France.
Le VAL est aussi construit — au détriment d’une alternative proposée par la SNCF consistant en une extension de la ligne C du RER — pour desservir l’aéroport d'Orly en 1991 : c'est l'Orlyval, qui fonctionne comme une entreprise privée. Ce sera un échec commercial et la ligne sera reprise par la RATP : les raisons avancées de cet échec sont des prix alors dissuasifs, notamment en comparaison de ceux alors pratiqués par la RATP, et la complète sous-estimation du transfert obligé à Antony.

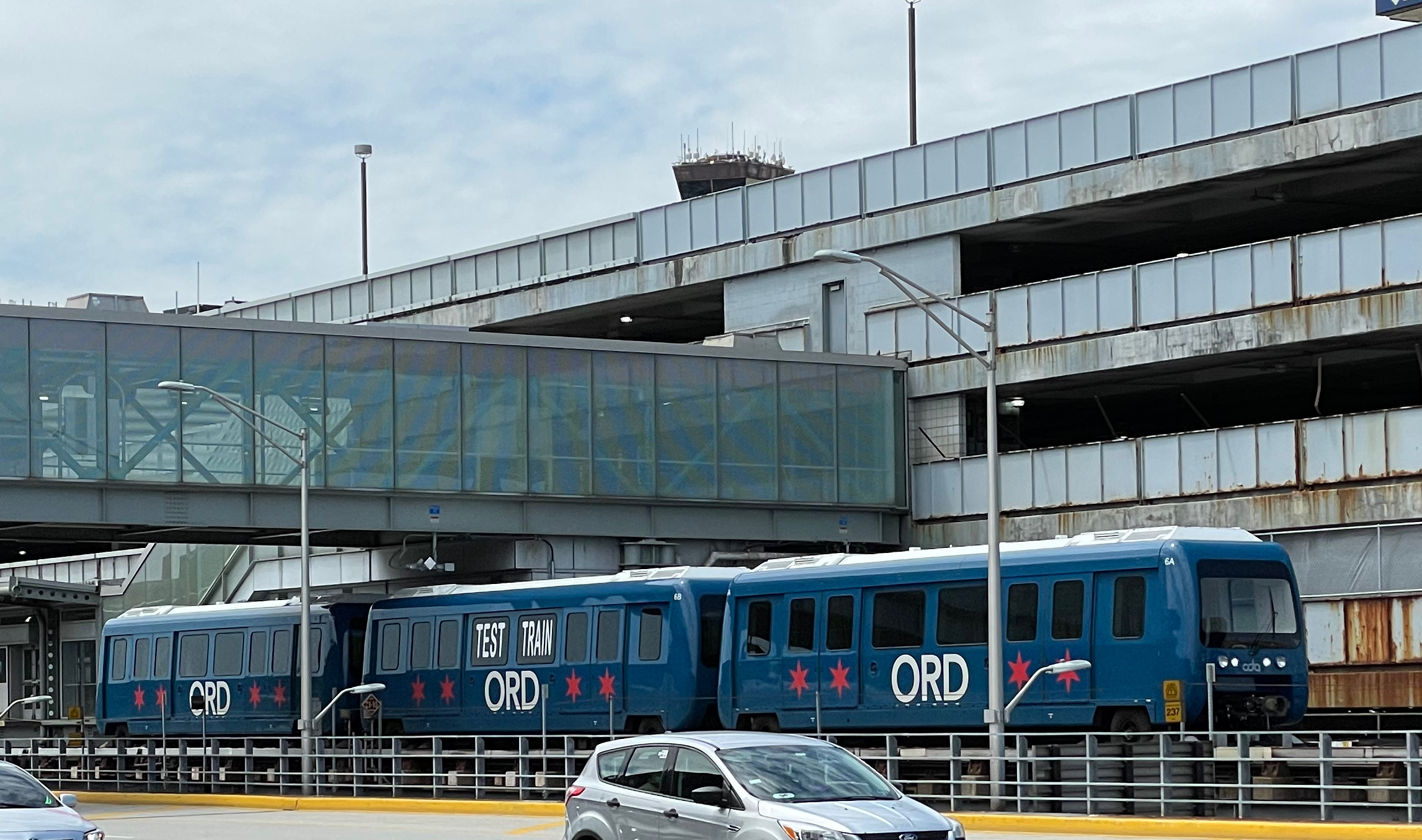
Innovia APM 256 à l'aéroport international O'Hare de Chicago.

Le marché américain est démarché très tôt et notamment les autorités des transports en commun de Miami, Los Angeles et Orlando, qui ne donneront pas suite. Le VAL est finalement installé sur la ligne de l'Airport Transit System (ATS) dans l'enceinte de l'aéroport international O'Hare de Chicago, marché sur lequel Matra aurait perdu plus de 60 millions de dollars US. À la suite d'un appel d’offres lancé par Jacksonville en Floride, auquel seul Matra répondra, une ligne de VAL est inaugurée en 1989. Elle est démantelée dès décembre 1996 et les véhicules sont vendus à la ville de Chicago, propriétaire de l’aéroport international O'Hare.
Uijeongbu, en Corée du Sud, est la ville la plus récente à s’être dotée d’un VAL. En dehors de cela, le VAL et ses concurrents/successeurs ont beaucoup plus de succès dans le domaine des transports hectométriques, fréquemment rencontrés dans les aéroports, où les interstations sont de faible distance, et où le surcroît d’adhérence procuré par le roulement sur pneu, recherché en phase d’accélération et décélération, n’est pas annulé par le surcroît de consommation d’énergie en vitesse de croisière.
À la suite de l’échec d’une liaison hectométrique par câble prévue pour l’aéroport de Roissy-Charles-de-Gaulle, deux lignes de VAL sont construites et mises en service en 2007.
Certains principes du système automatique inventés pour le VAL seront appliqués à divers autres métros nouveaux ou existants (Nuremberg, Lyon, Paris, Copenhague, etc.).
Le successeur technologique du VAL, baptisé Neoval, est dévoilé en 2008 par Siemens Mobility. Contrairement à son aîné, ce nouveau type de matériel automatique est guidé par un unique rail central et dispose d'un gabarit généreux.

## Technique

### Pilotage automatique

#### Le cantonnement fixe

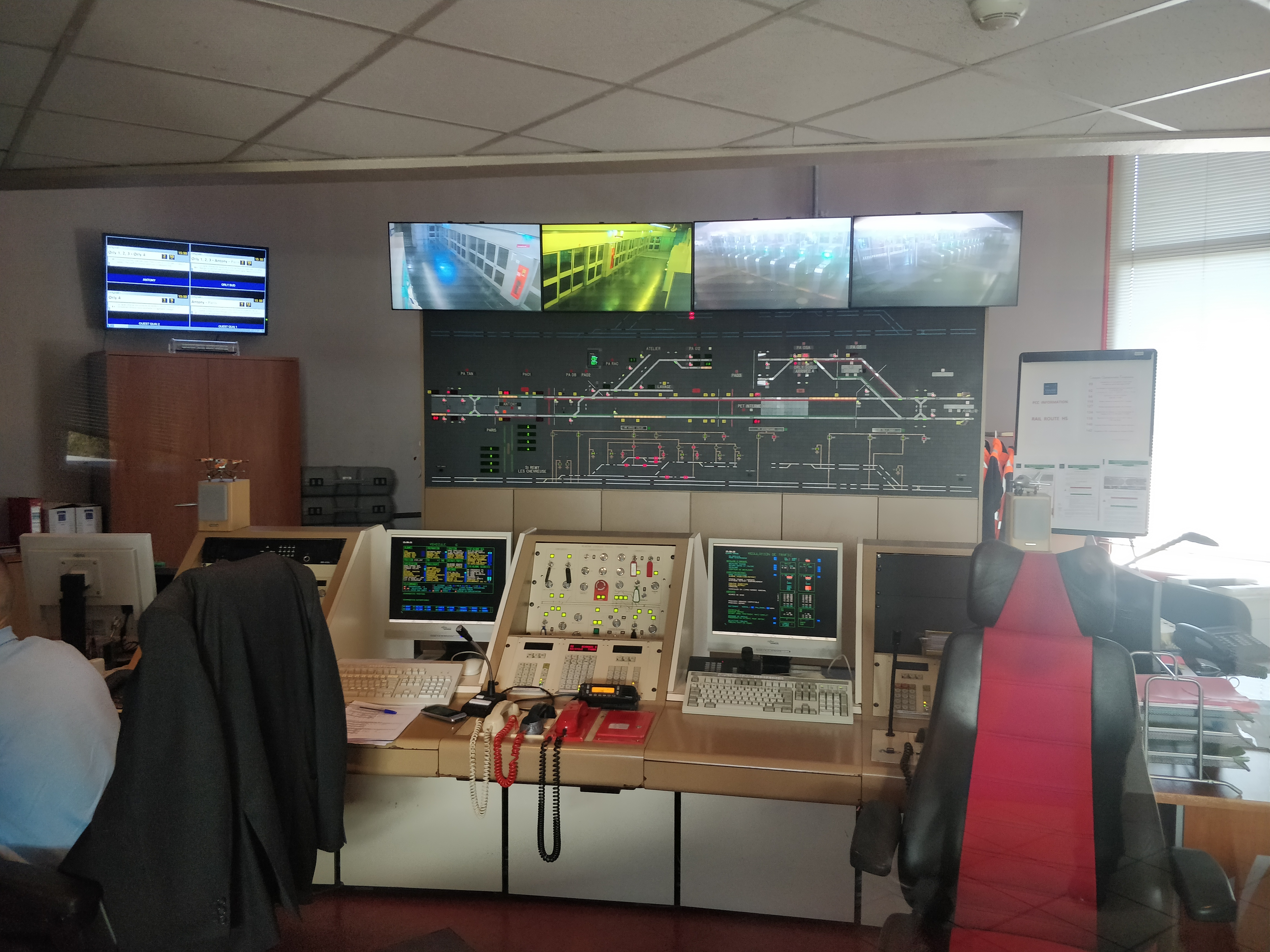
Le poste de commande centralisé de l'Orlyval, avec le tableau de contrôle optique où l'on distingue les tronçons de détections et les cantons allumés où une rame est présente. Le schéma du bas est celui de l'alimentation électrique.

Le pilotage automatique des rames est assuré par un système de cantons fixes, en général d'une longueur de 500 m, permettant de s'assurer qu'il ne peut y avoir qu'une rame seule ou en unité multiple à la fois en station. Il existe deux types de pilotes automatiques, : le pilote automatique ligne (PAL) aussi appelé pilote automatique fixe (PAF), qui correspond aux installations des voies, et le pilote automatique embarqué (PAE), qui correspond aux équipements à bord des rames. Chaque canton est regroupé au sein d'un « tronçon de détection » en comptant plusieurs et gérés par un PAL.
Les rames sont suivies en temps réel sur le tableau de contrôle optique (TCO) installé au poste de commande centralisé (PCC), les rectangles représentant un canton occupé par une rame s'allument et s'éteignent au fil des mouvements du matériel,.
Chaque rame dispose d'une balise « émetteur anti-collision » (EAC) qui émet un signal capté en continu par une antenne dite « boucle DP » (détection positive) disposée le long d'un canton. Une seconde boucle de courte longueur placée entre deux cantons s'assure du changement de section. Si le canton suivant est occupé, la rame suit le « programme perturbé » (PP) au lieu du « programme normal » (PN) et doit s'arrêter à une certaine distance dite « distance de sécurité » avant la limite avec le canton occupé. Si cette limite est franchie, l'alarme « ALDC » (alarme logique de canton) se déclenche et un freinage d'urgence a lieu.
La vitesse est transmise aux rames via le tapis de transmission, ou grecque, qui court le long des voies et qui émet un champ électromagnétique qui est capté par la balise « AREC » (antenne de réception) située sous les rames,. Le principe est qu'une rame doit parcourir ces boucles à une vitesse de 300 ms : si elles mettent moins de temps, elles ralentissent et inversement. En entrée de station, une boucle gérée par l'électronique d'arrêt en station (EAS) permet d'asservir la rame au mode nécessaire pour s'aligner précisément avec les portes palières,. Si l'écart avec les portes palières est supérieur à 15 cm, ce qui est très rare, un ordre « interdiction ouverture porte » (IOP) est envoyé et la rame ne marque pas l'arrêt. Si une porte se retrouve ouverte pour une raison ou une autre, une alarme « porte ouverte » se déclenche et provoque l'arrêt des rames.
Le pilote automatique permet toutefois d'atteindre des intervalles pouvant atteindre jusqu'à une minute entre deux rames. Des systèmes permettent de détecter automatiquement l'usure des freins ou un pneu dégonflé via l'électronique de détection de dégonflement (EDD),.
Enfin, il est possible d'ordonner au pilote automatique d'envoyer une rame pousser une autre en panne jusqu'à une station ou le terminus.

#### Le CBTC: un système plus performant
Ce système à canton fixe est progressivement supplanté au XXIe siècle par le Communication based train control (CBTC) à canton mobile déformable plus performant et dans lesquels les trains communiquent directement entre eux : ainsi, Siemens a déployé son Trainguard MT CBTC sur les systèmes Neoval, la ligne Wenhu de Taipei et l'Airport Transit System ont vu leurs automatismes ainsi remplacés par le Cityflo 650 de Bombardier Transport conjointement à la mise en service des Innovia APM 256 et l'adaptation ou le retrait des matériels existants,. Du côté de Lille, le renouvellement du pilote automatique par le système Urbalis Fluence d'Alstom sur la ligne 1 s'accompagne là encore d'un nouveau matériel (Alstom Metropolis) et l'adaptation de la flotte existante,. La mise au point du système lillois s'avère être un fiasco : prévue pour 2016, la mise en service des nouvelles rames n'est pas attendue avant février 2026.
La ligne 1 du métro de Turin sera modernisée avec le même système qu'à Lille (pilote Urbalis Fluence, adaptation de la flotte existante et achat de rames Metropolis) à l'horizon 2024.

#### Conduite manuelle à vue
Bien qu'elles soient automatiques, les rames peuvent être pilotées en « conduite manuelle à vue » (CMV) grâce à des postes de conduite dissimulés dans un coffret fermé à clé à chaque extrémité d'une rame.
Une signalisation lumineuse est présente au bord des voies afin d'aider les opérateurs aux points sensibles, c'est-à-dire à l'entrée et à la sortie d'une station ainsi qu'aux appareils de voie,.

#### Dépannage d'une rame
En cas d'avarie d'une rame, le PCC peut forcer l'entrée de la rame suivante dans le canton occupé pour venir la pousser jusqu'à la station suivante, faire descendre les voyageurs des deux rames et revenir au dépôt toutes les deux.

### Voie

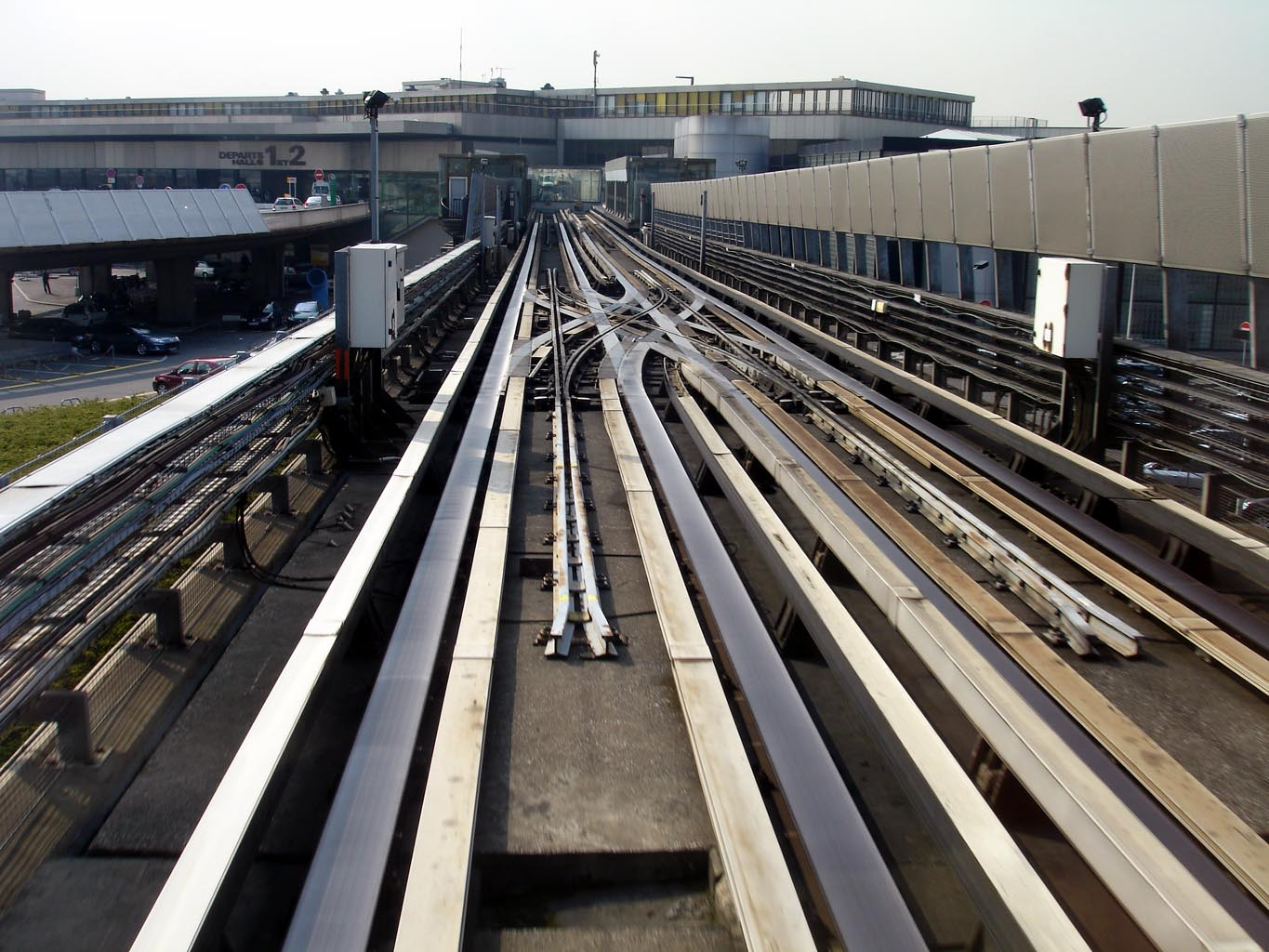
Voies et aiguillages du système VAL.

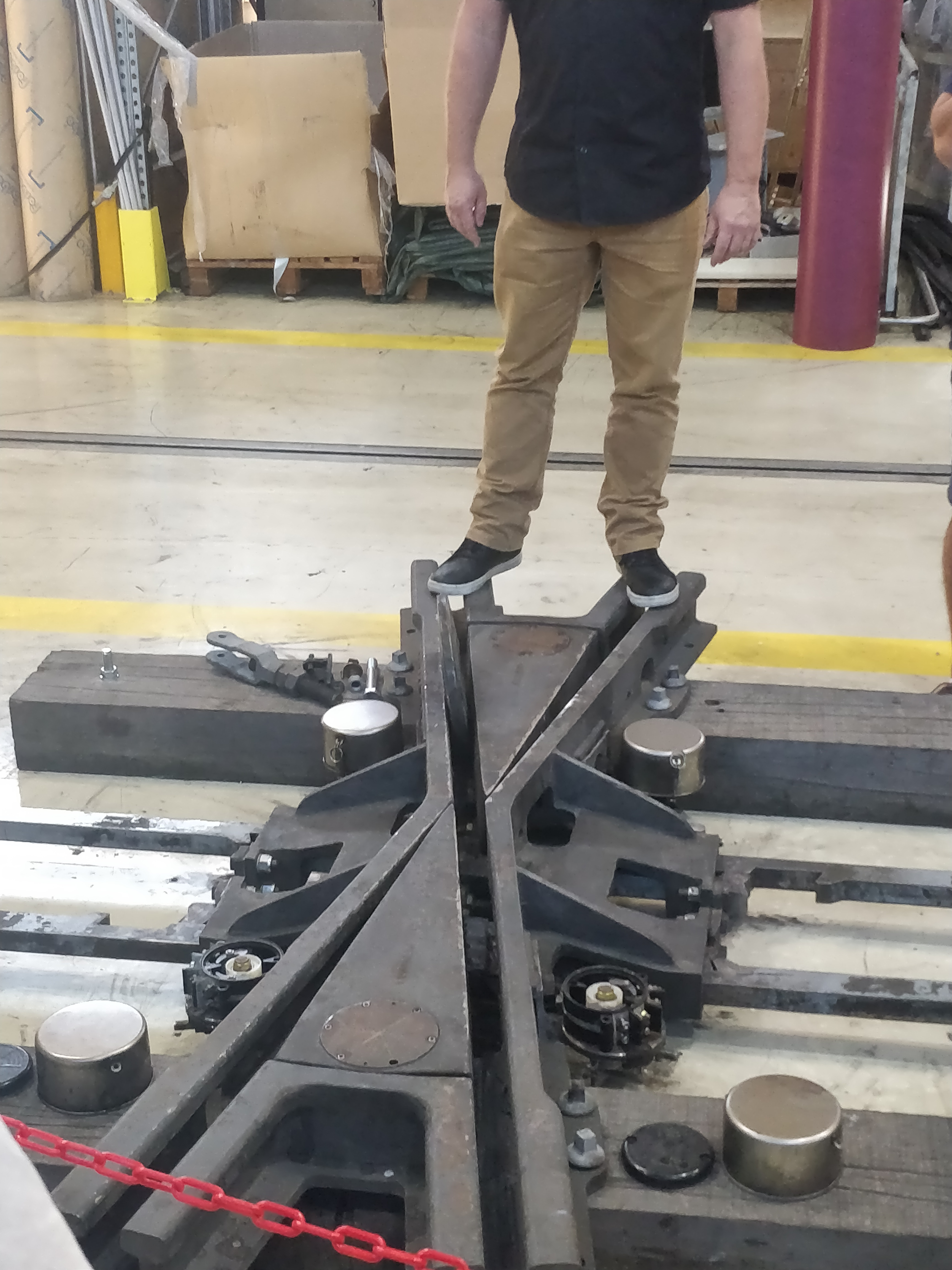
Démonstration d'un aiguillage de VAL.

La voie est constituée de pistes de roulement généralement en acier, et en béton armé sur la ligne 1 du métro de Lille, espacées de 1 620 mm, encadrées par deux rails latéraux disposés verticalement, espacés de 2 130 mm, qui assurent le guidage et l'alimentation. Une grecque disposée le long des pistes de roulement assure la transmission des informations,.
Sur les tronçons en extérieur, la voie peut être chauffée.
Les pistes métalliques sont constituées de poutrelles en H renversées et sont grenaillées afin de former un revêtement rugueux favorisant l'adhérence des pneus. Sur les sections aériennes et aux entrées des tunnels — voire parfois en tunnel —, un striage est appliqué afin de former un relief favorisant l'adhérence par temps de pluie. Toutefois, des problèmes de patinage et d'enrayage des pneus peuvent malgré tout se produire, déclenchant des alarmes. À la suite de la collision du 18 juin 2013 à la station Bagatelle du métro de Toulouse, un « mode précaution » est introduit en cas de multiples déclenchements de l'alarme « patinage-enrayage » au même endroit, notamment en cas d'orages violents.
Contrairement aux métros sur pneumatiques de Paris, Lyon et Marseille où le bogie sur pneus est doublé de roues fer classiques assurant le guidage sur les appareils de voie, le système VAL est constitué uniquement d'essieux pivotants équipés de pneus.
Une nouvelle technique a donc été développée : chaque essieu dispose d'un galet métallique disposé dans l'axe du véhicule qui vient s'engager entre les deux rails disposés au milieu de la voie au niveau des appareils. Une lame flexible disposant d'un débattement de 50 mm et d'une longueur réduite, reprenant le principe des aiguilles ferroviaires ordinaires, assure ainsi la direction du véhicule et permet de se passer des rails de guidage. Par extension, cette solution peut être utilisée dans les garages-ateliers ou tout autre secteur où cela peut être jugé utile pour se dispenser des rails latéraux, par exemple, afin de faciliter la circulation des ouvriers,.

### Roulement

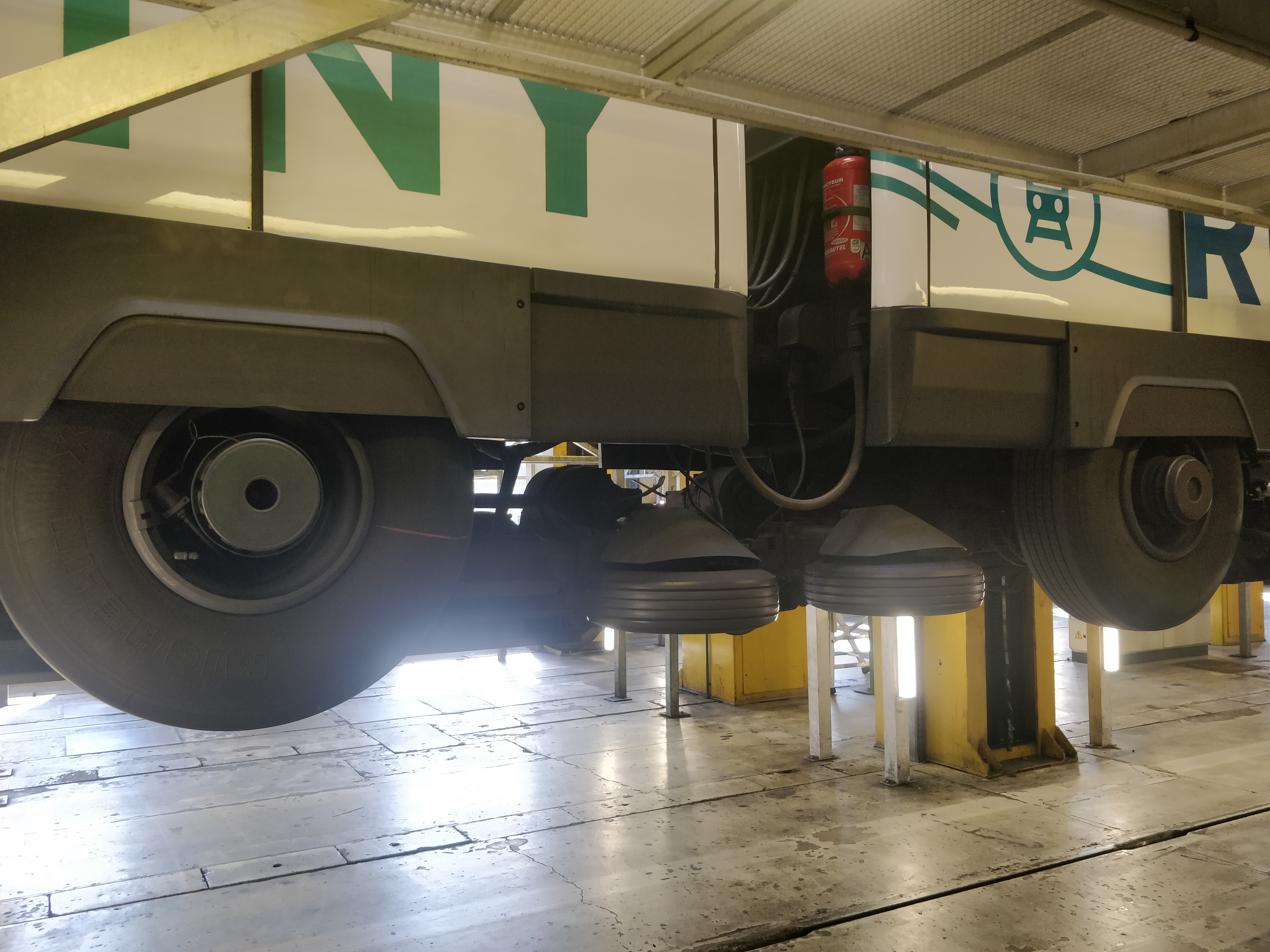
Essieux et roues de guidage d'un VAL 206.

Les véhicules ne disposent pas de bogies mais d'essieux pivotants, disposés aux extrémités de chaque voiture,. Chaque essieu est équipé de pneumatiques fournis par Michelin gonflés à une pression de 11 bars.
L'essieu est encadré aux quatre coins de roues de guidage disposées horizontalement s'appuyant sur les rails latéraux assurant le maintien dans l'axe de la voie ; les roues de guidage situées en porte-à-faux sont séparées des roues par les frotteurs disposés de chaque côté captant le courant électrique qui est aussi transmis par les rails de guidage,. Ils sont plaqués par un ressort sur le rail et le contact est assuré par une pièce d'usure.
Un galet axial utilisé lors du franchissement des appareils de voie remplace alors les roues de guidage dans leur rôle. Chaque rame est équipée de chasse-corps placés devant les galets de guidage situés aux extrémités et équipés de capteurs provoquant un freinage d'urgence en cas de collision avec un objet ou un corps.
Le freinage normal de service (FNS) est assuré par des freins à disque et des freins électriques renvoyant le courant dans la voie. Entre 3 et 23 km/h, ils fonctionnent de concert ; en dessous, seul le frein à disque est utilisé tandis qu'au-dessus seul le frein électrique agit. Le freinage d'urgence (FU) est assuré par les seuls freins à disque.

### Couplage
Chaque rame est équipée d'attelages automatiques inspirés de l'attelage Scharfenberg permettant de lier deux rames ou de les remorquer avec un engin de service. Les rames VAL 206 et VAL 208 sont théoriquement couplables entre elles.

### Alimentation électrique
L'alimentation électrique est assurée en 750 V continu par les deux rails latéraux disposés verticalement,,. Les stations sont quant à elles alimentées en 380 volts. Une ligne de VAL est alimentée généralement par deux postes de distribution 20 000 V situés aux terminus de la ligne, qui est découpée en secteurs (ou « zones » dans la nomenclature toulousaine) alimentés chacun par un poste de redressement transformant le courant des postes de distribution,,.
Le passage d'un secteur à l'autre est caractérisé par une légère décélération puis accélération de la rame.
En cas de coupure d'alimentation, chaque rame possède une autonomie électrique d'une heure, seul un plafonnier sur trois reste allumé pour économiser l'énergie.

### Conception des stations
Les stations des lignes de VAL impliquent certaines caractéristiques, telles que les portes palières séparant les quais des voies et une conception nécessairement rectiligne et sans courbes, pour une longueur de 26 ou 52 m, soit pour recevoir une ou deux rames VAL 206 ou VAL 208, en fonction des choix d'aménagements.

## Les réseaux de VAL

### Réseaux à petit gabarit
Les réseaux à petit gabarit utilisent des rames d'une largeur de 206 à 208 centimètres : VAL 206, VAL 208 et Alstom Metropolis.
| Ville                               | Pays         | Réseau            | Année d'ouverture | Matériel roulant                                   | Lignes                 | Observations |
| ----------------------------------- | ------------ | ----------------- | ----------------- | -------------------------------------------------- | ---------------------- | --- |
| Lille                               | France       | Métro de Lille    | 1983              | VAL 206 VAL 208 Metropolis (en cours de livraison) | 2 (Lignes 1 et 2)      | Premier métro automatique au monde et plus long d'Europe.                                                                            |
| Aéroport de Paris-Orly              | France       | Orlyval           | 1991              | VAL 206                                            | 1                      | - |
| Toulouse                            | France       | Métro de Toulouse | 1993              | VAL 206 VAL 208                                    | 2 (Lignes A et B)      | Contrairement aux VAL 208, les VAL 206 circulent uniquement sur la ligne A. La 3e ligne en cours de construction ne sera pas un VAL. |
| Aéroport de Paris-Charles-de-Gaulle | France       | CDGVAL            | 2007              | VAL 208                                            | 2 (Lignes 1 et 2 LISA) | Réseau gratuit, la seconde ligne n'est accessible qu'avec un billet d'avion car située en plein secteur douanier.                    |
| Rennes                              | France       | Métro de Rennes   | 2002              | VAL 208 Cityval                                    | 2 (Lignes A et B)      | La ligne A est un VAL, la ligne B inaugure le système Neoval via sa variante Cityval.                                                |
| Turin                               | Italie       | Métro de Turin    | 2006              | VAL 208 Metropolis (en commande)                   | 1                      | Ouvert pour les Jeux olympiques de 2006. La future 2e ligne ne sera pas un VAL.                                                      |
| Uijeongbu                           | Corée du Sud | Métro d'Uijeongbu | 2012              | VAL 208                                            | 1                      | Seul réseau possédant des VAL 208 climatisés.                                                                                        |

Galerie de photographies pour les réseaux à petit gabarit
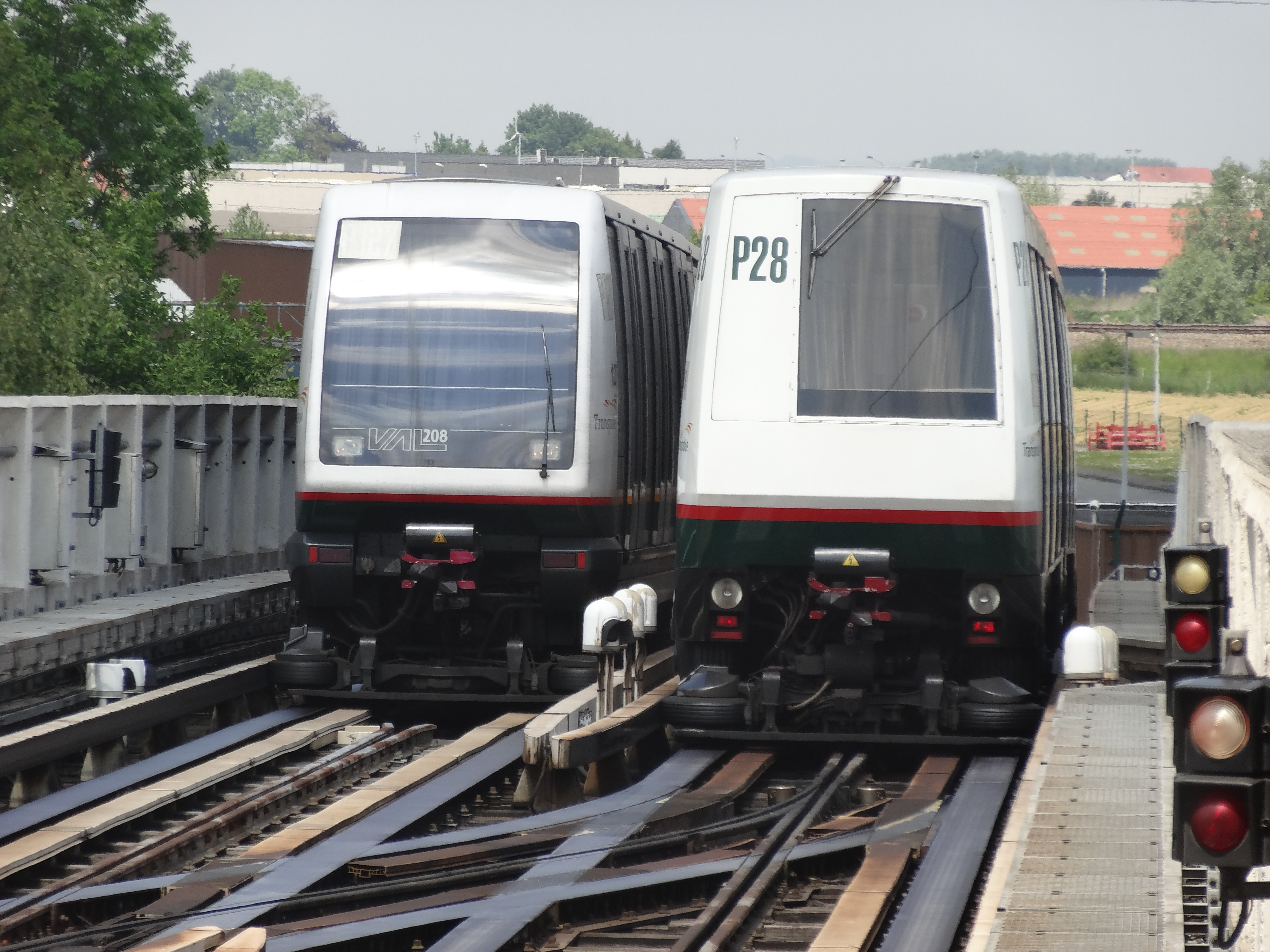
VAL 208 et VAL 206 du métro de Lille.
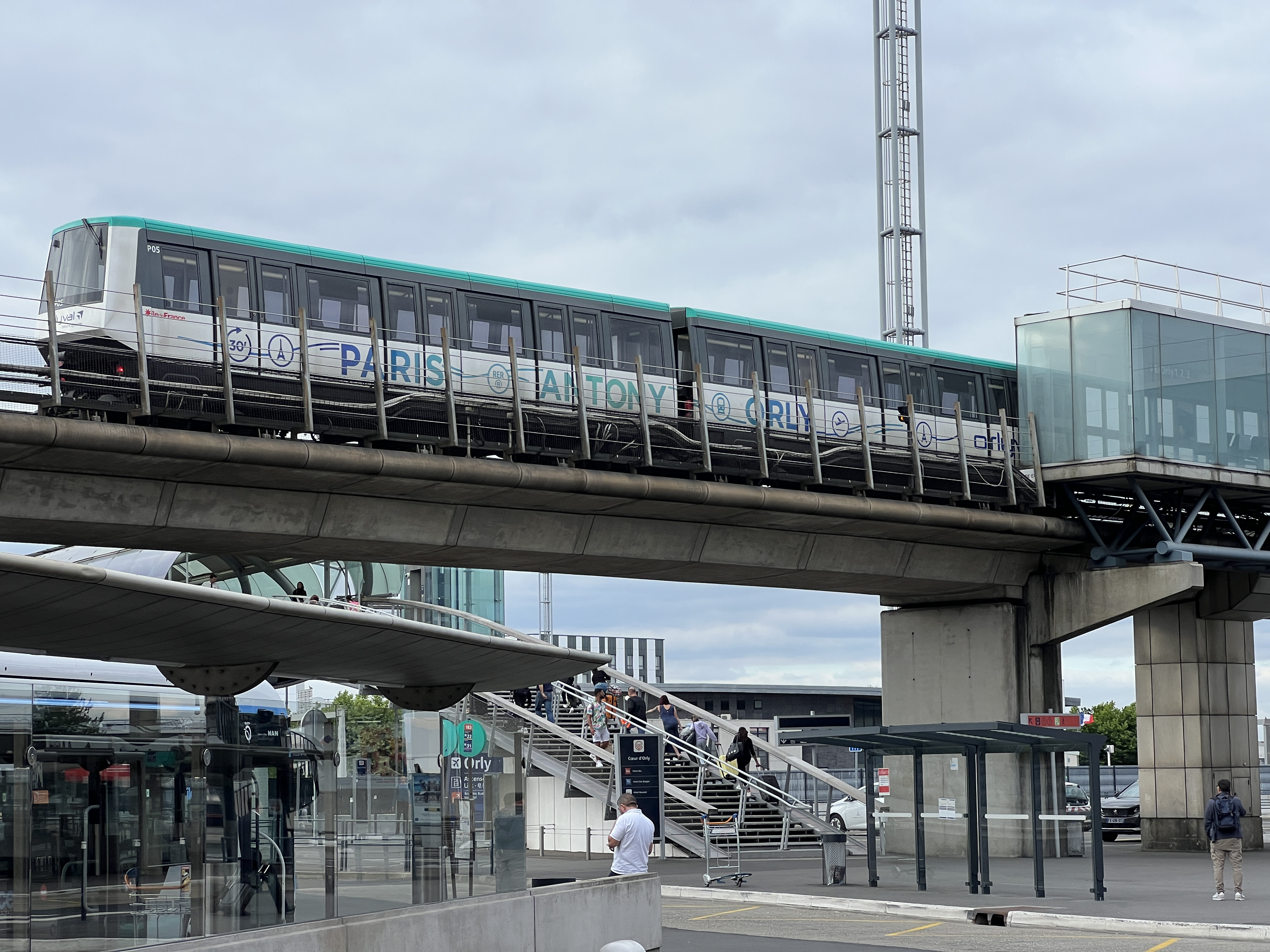
VAL 206 de l'Orlyval.
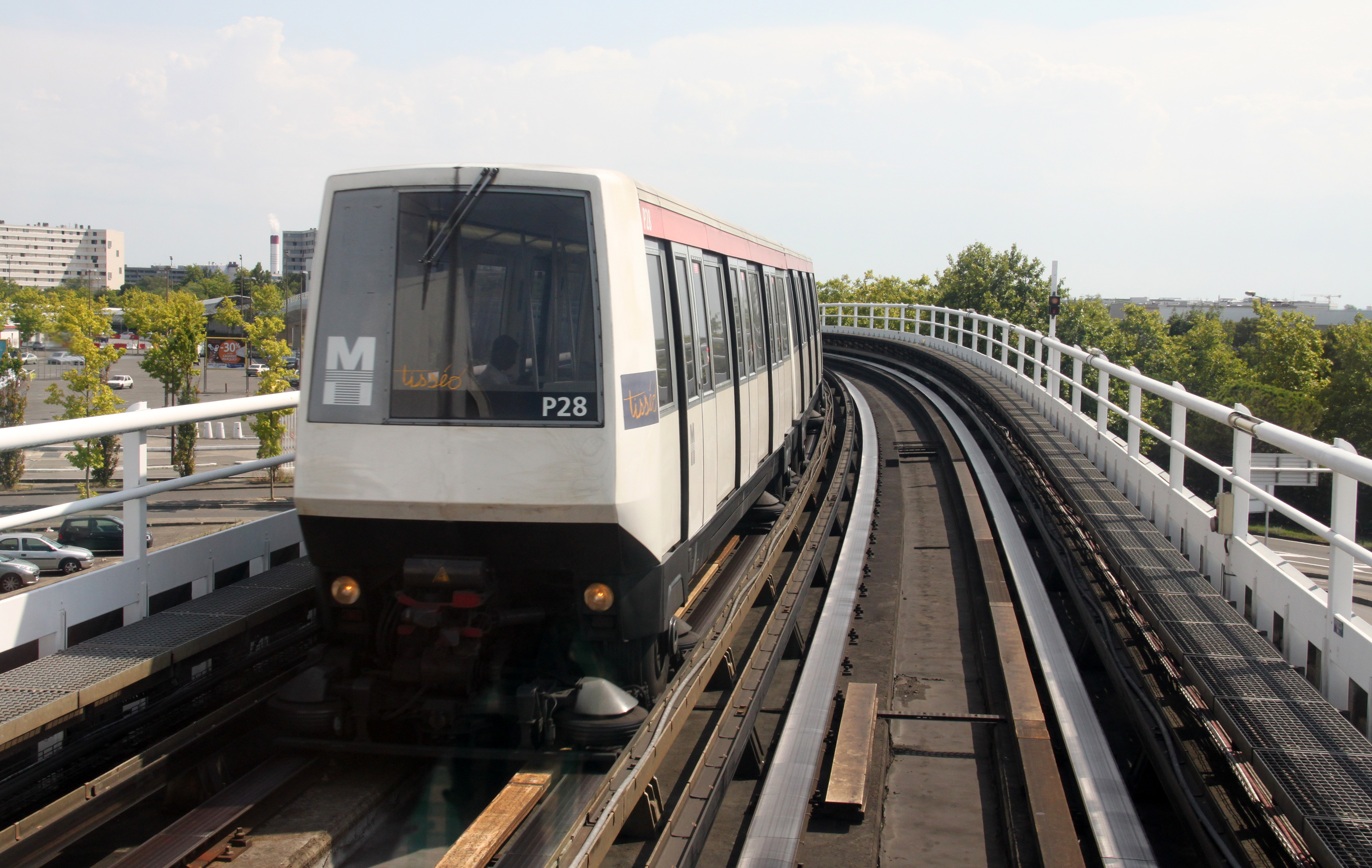
VAL 206 du métro de Toulouse.
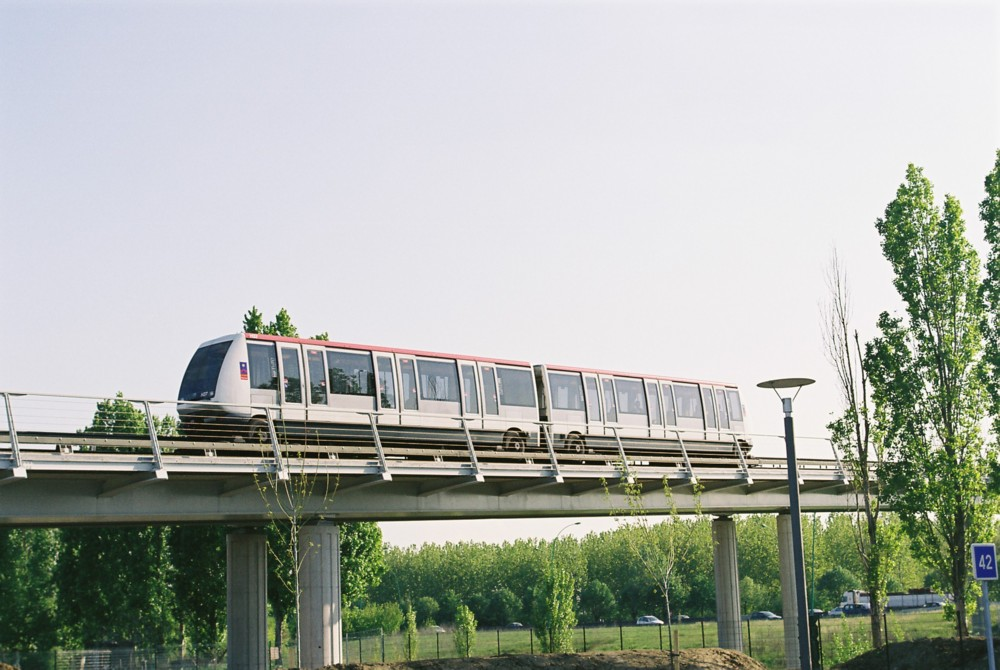
VAL 208 du métro de Toulouse.
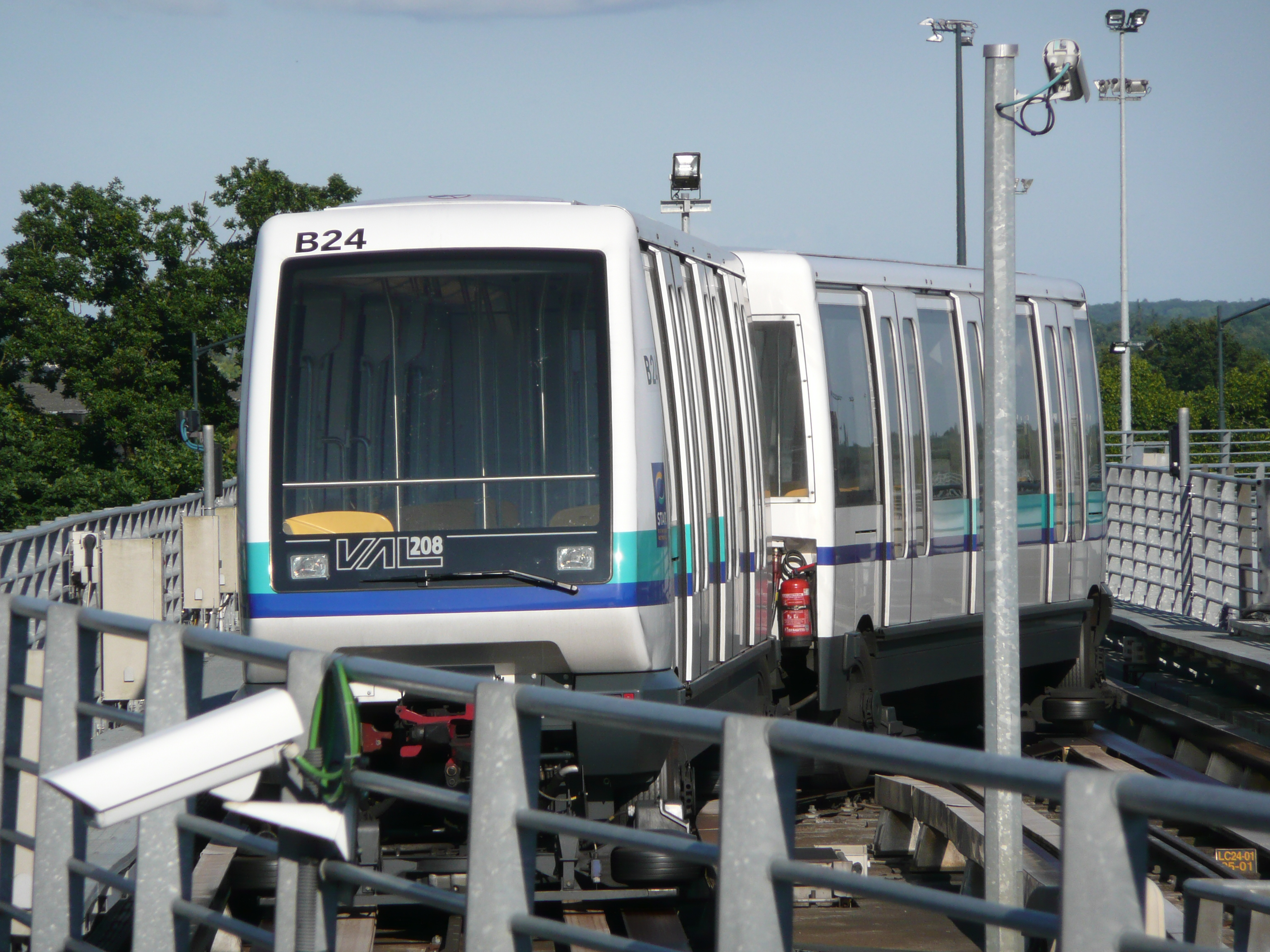
VAL 208 du métro de Rennes.
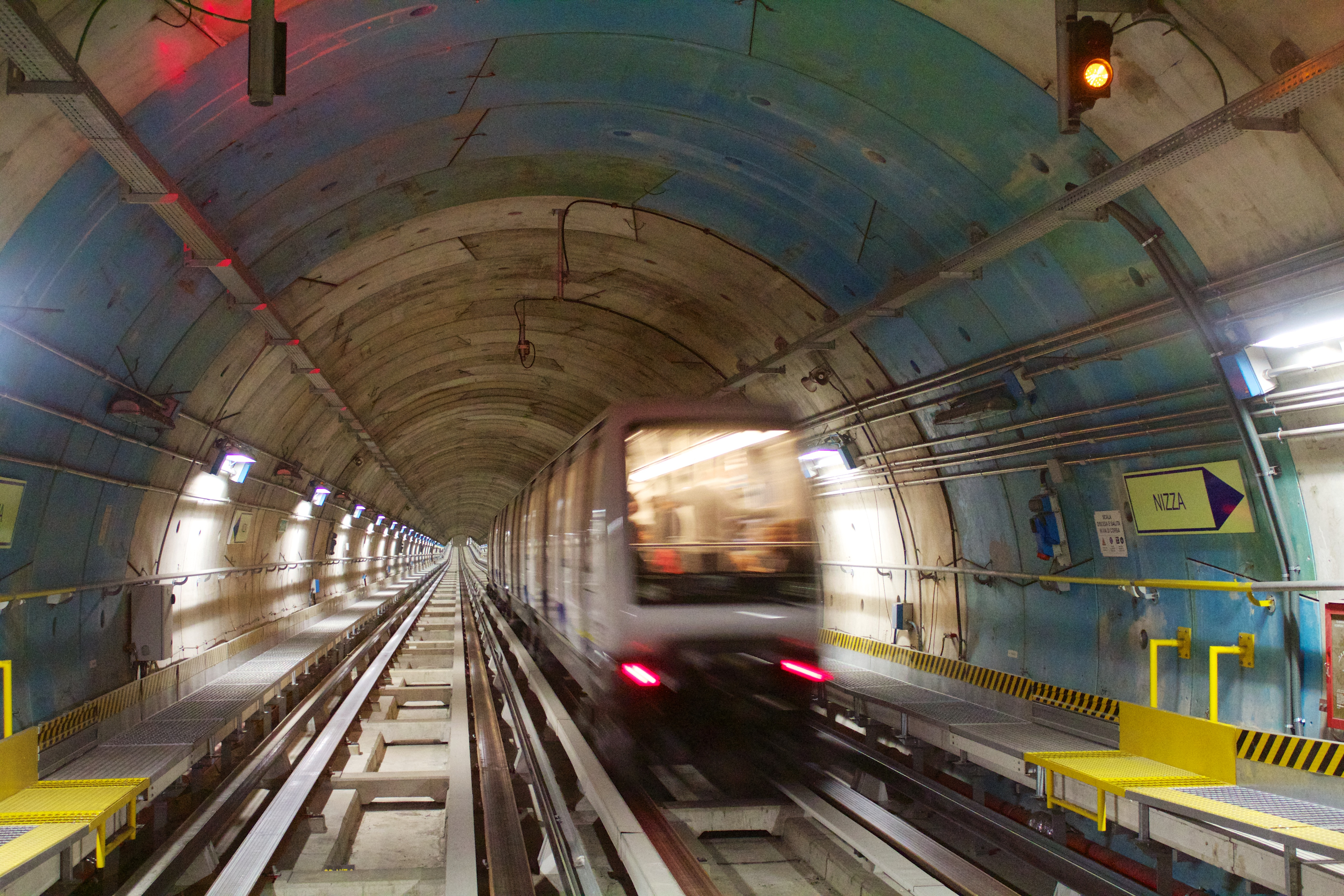
VAL 208 du métro de Turin.
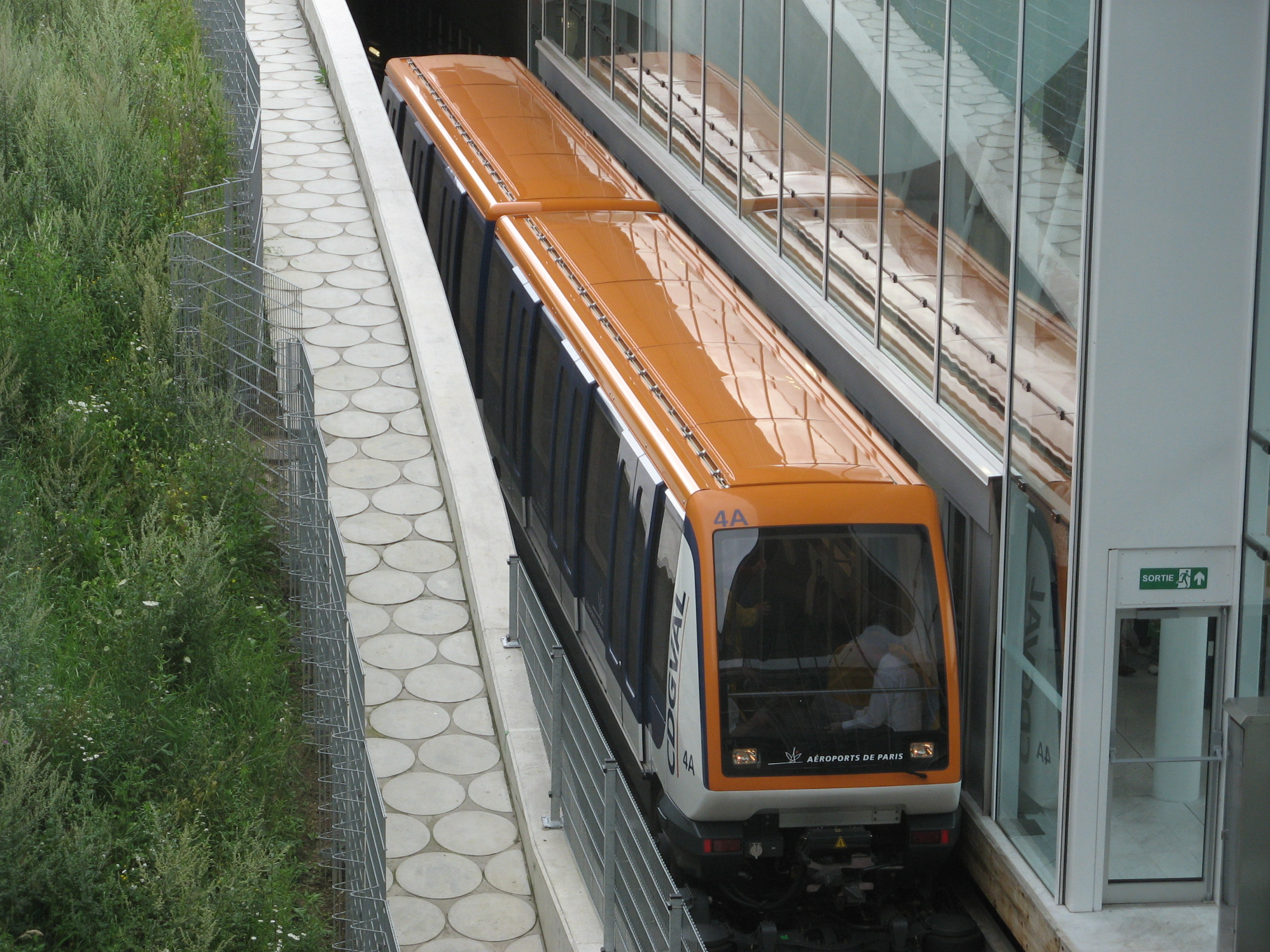
VAL 208 du CDGVAL.
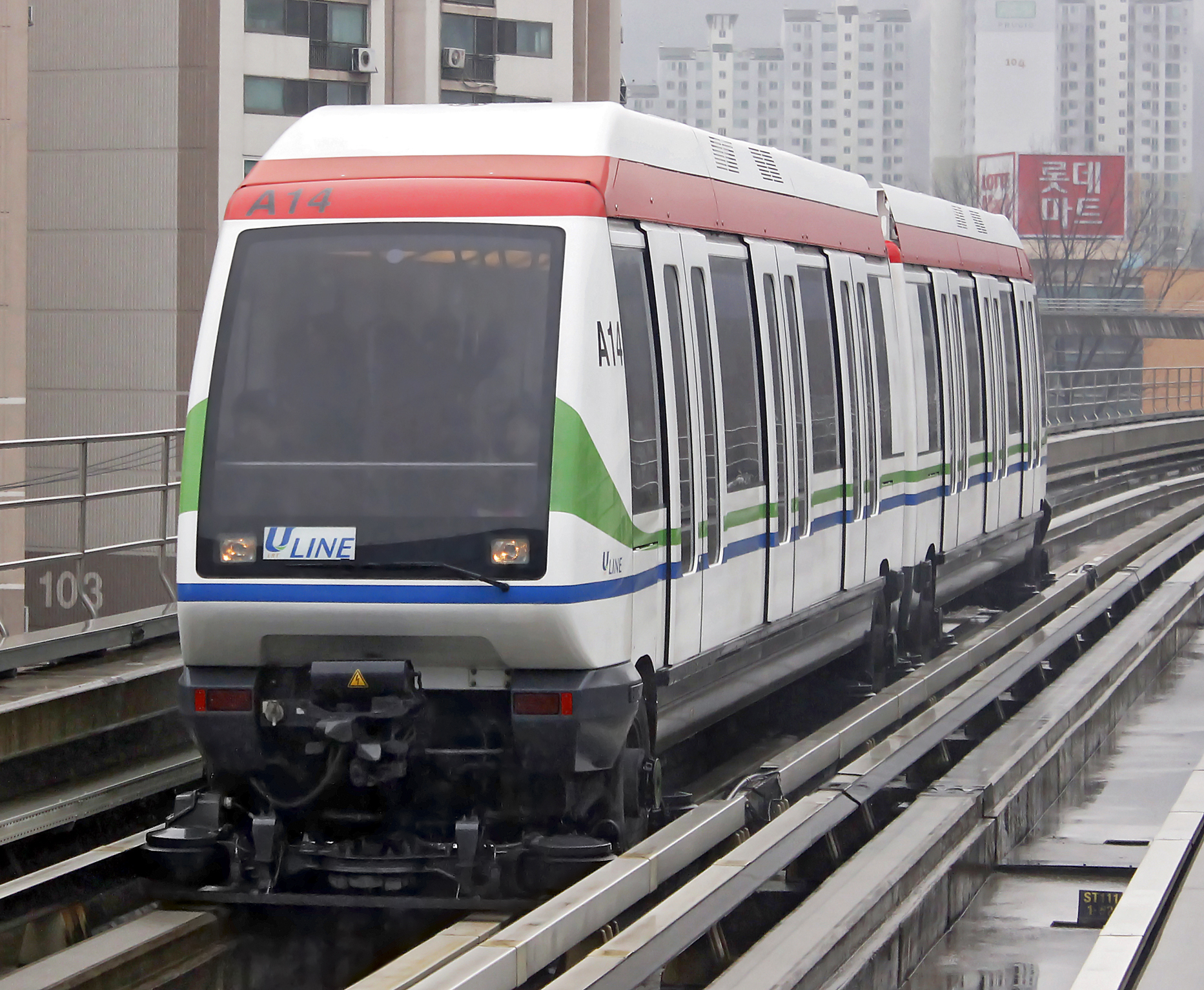
VAL 208 du métro d'Uijeongbu.

### Réseaux à grand gabarit
Les réseaux à grand gabarit utilisent des rames d'une largeur de 256 centimètres : VAL 256 et Innovia APM 256.
| Ville                      | Pays       | Réseau                 | Année d'ouverture | Année de fermeture | Matériel roulant        | Lignes | Observations                                                               |
| -------------------------- | ---------- | ---------------------- | ----------------- | ------------------ | ----------------------- | ------ | -------------------------------------------------------------------------- |
| Jacksonville               | États-Unis | Jacksonville Skyway    | 1989              | 1996               | VAL 256                 | 1      | Transformé en monorail, matériel revendu à Chicago.                        |
| Aéroport O'Hare de Chicago | États-Unis | Airport Transit System | 1993              | -                  | Innovia APM 256         | 1      | Exploité jusqu'en 2019 avec des VAL 256 dont ceux rachetés à Jacksonville. |
| Taipei                     | Taïwan     | Ligne Wenhu            | 1996              | -                  | VAL 256 Innovia APM 256 | 1      | Unique ligne du métro de Taipei à utiliser la technologie VAL.             |

Galerie de photographies pour les réseaux à grand gabarit
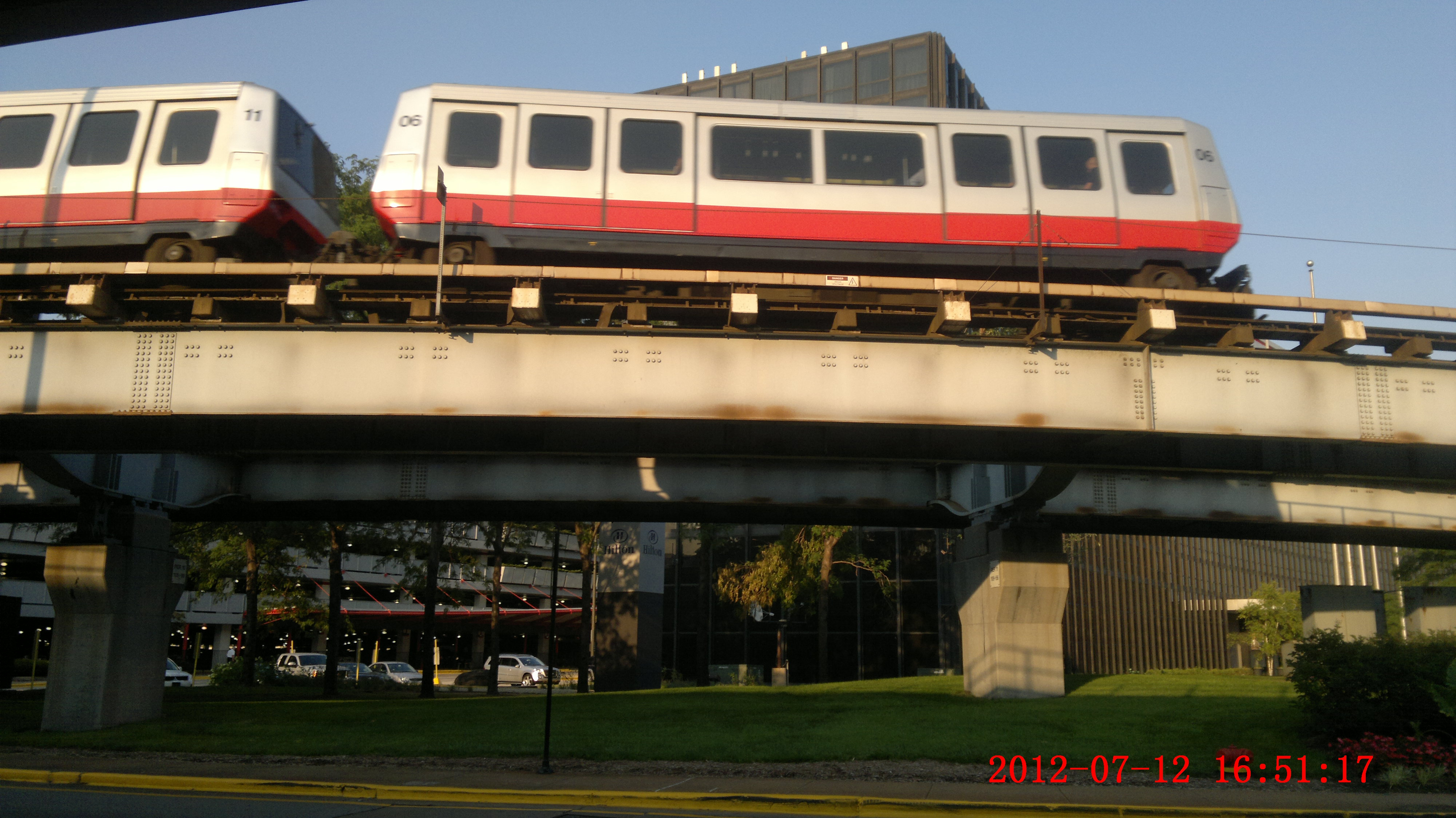
Ancien VAL 256 de l'Airport Transit System.
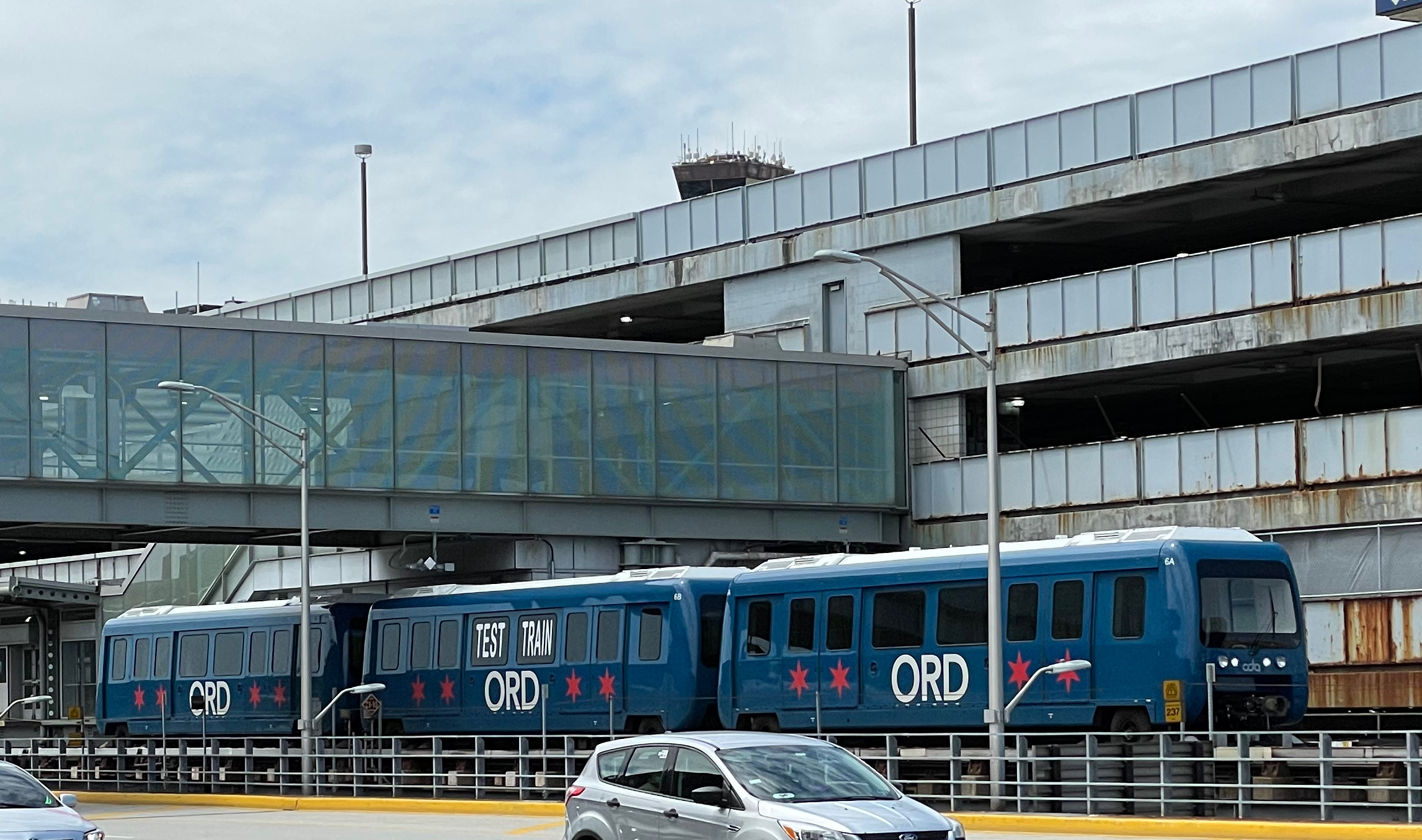
Innovia APM 256 de l'Airport Transit System.
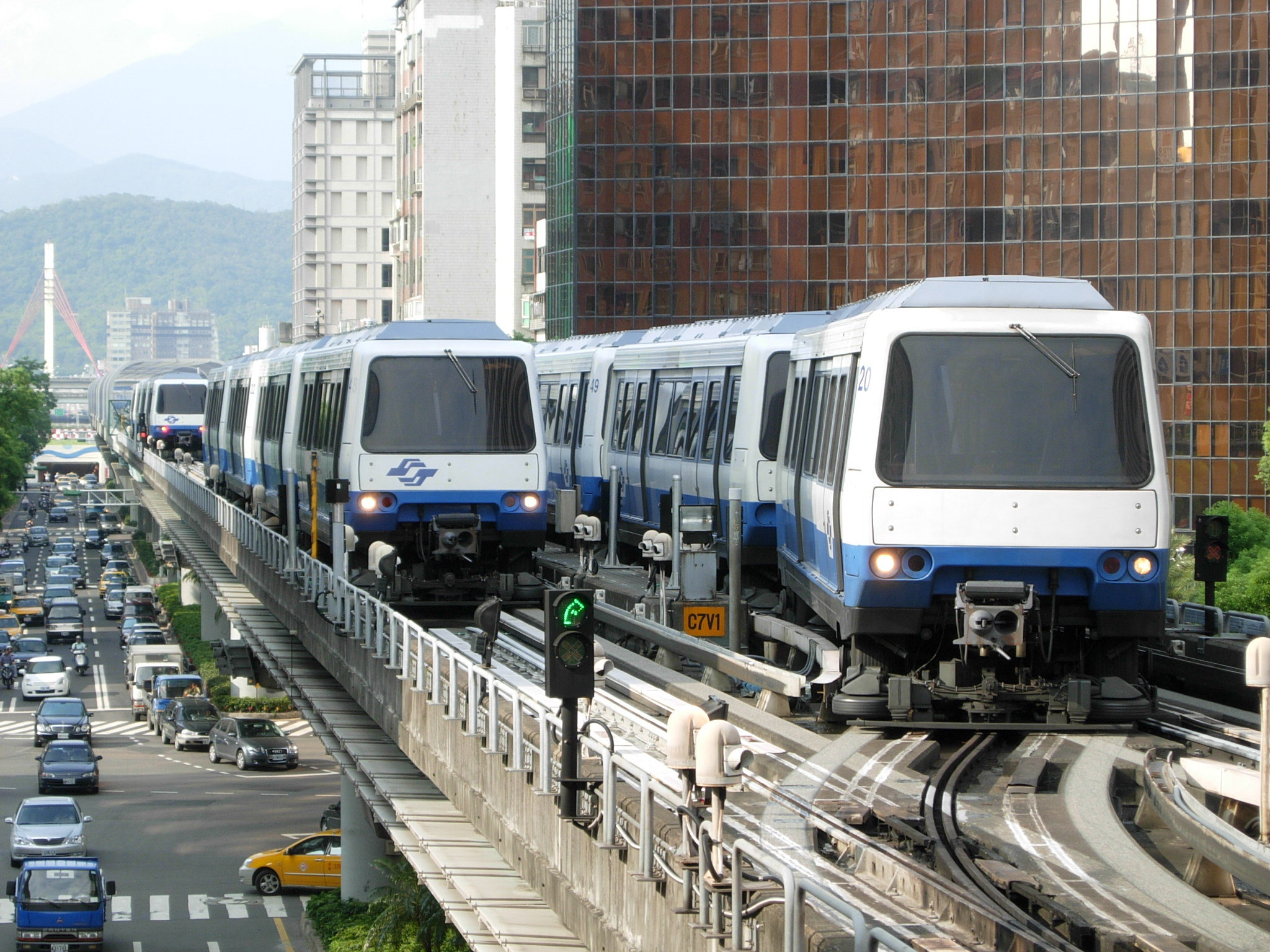
VAL 256 du métro de Taipei.
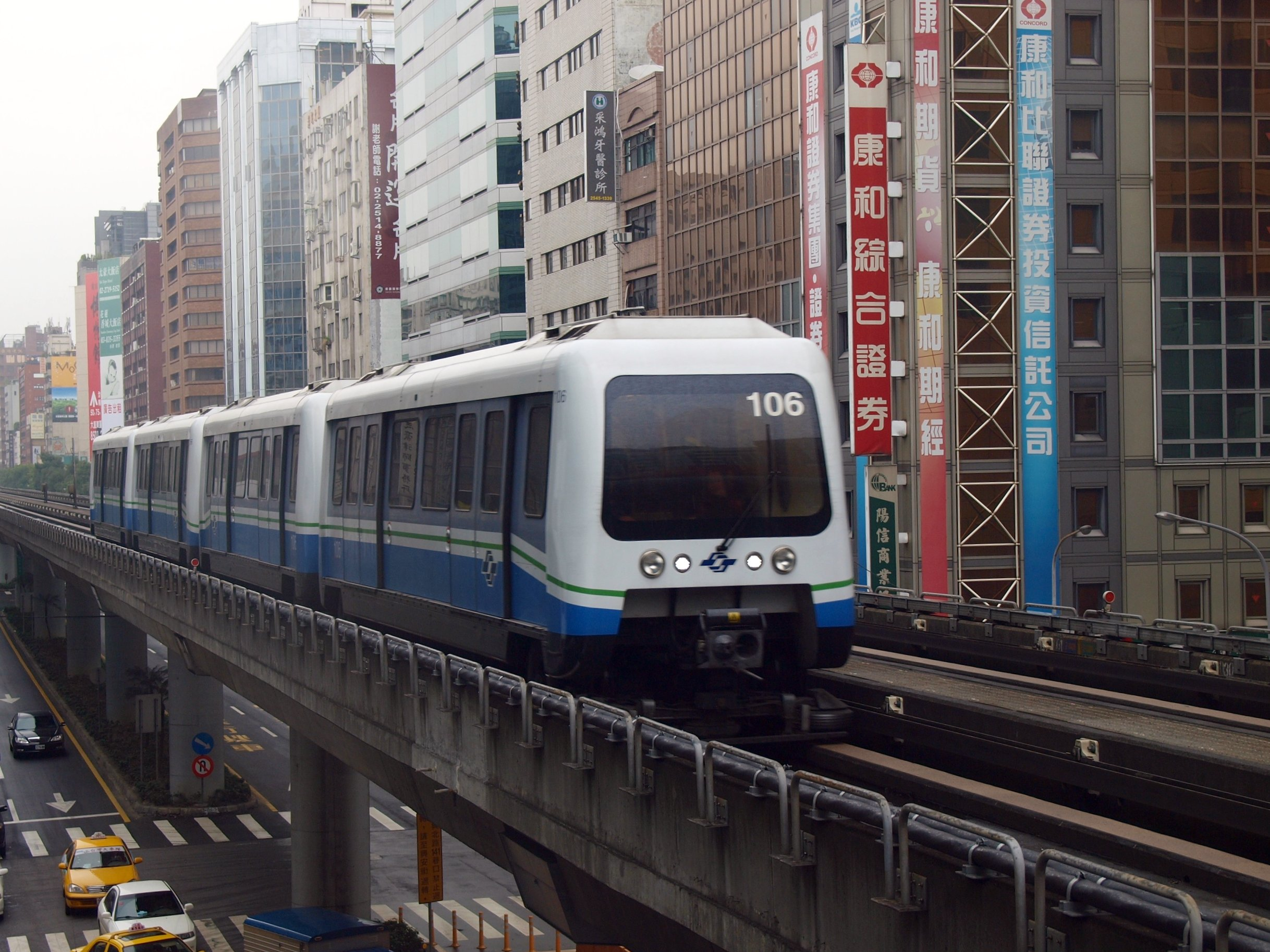
Innovia APM 256 du métro de Taipei.

## Projets de VAL abandonnés
Lors des études visant à adopter un système de transport en commun sur rail dans différentes agglomérations, le système VAL, souvent mis en concurrence avec le tramway, fut finalement abandonné.
- Bordeaux : le projet de deux lignes de VAL adopté en 1986 fut annulé en 1994, pour être remplacé par trois lignes de tramway mises en service en 2003[39],[40]
- Nice : envisagé dans les années 1990, un réseau de deux lignes est abandonné en 1999 au profit du tramway[41].
- Strasbourg : le Projet de métro à Strasbourg de deux lignes de VAL dont l'ouverture était prévue pour 1993 est remplacé par une ligne de tramway à la suite du changement de majorité lors des élections municipales de 1989[42],[43].
- Rouen : un temps envisagé, le VAL est abandonné pour des raisons économiques au profit d'un tramway en partie souterrain.
- Annemasse - Genève : une ligne transfrontalière de VAL fut envisagée de 1983 à 1997. Cette ligne devait relier le pays de Gex et le CERN (frontière franco-suisse) à la gare de Genève-Cornavin et à celle d'Annemasse[44]. Elle fut abandonnée et en partie remplacée par le CEVA, acronyme de « Cornavin - Eaux-Vives - Annemasse », projet de liaison entre les réseaux ferroviaires du canton de Genève (Suisse) et de la Haute-Savoie (France) réactivé au début des années 2000 et mis en service en décembre 2019[45] et par les lignes 14 et 18 du tramway de Genève entre la gare Cornavin, Meyrin et le CERN par l'infrastructure ouverte entre 2007 et 2011 (sections dites TCMC et Direttissima).
- Budapest : un protocole franco-hongrois signé en 1990 prévoyait l'équipement de la ligne 4 du métro de Budapest avec des VAL 256 construits par Matra. Le projet est reporté faute de financements et un métro classique sur voie ferrée est finalement préféré au VAL[46].